# Мен Супін
Мен Супін (кит.: 孟苏平, нар. 17 липня 1989, Аньхой, Китай) — китайська важкоатлетка, олімпійська чемпіонка 2016 року.

## Результати
| Рік              | Місце                    | Вага             | Ривок            | Ривок            | Ривок            | Ривок            | Поштовх          | Поштовх          | Поштовх          | Поштовх          | Загалом          | Місце            |
| Рік              | Місце                    | Вага             | 1                | 2                | 3                | Місце            | 1                | 2                | 3                | Місце            | Загалом          | Місце            |
| Олімпійські ігри | Олімпійські ігри         | Олімпійські ігри | Олімпійські ігри | Олімпійські ігри | Олімпійські ігри | Олімпійські ігри | Олімпійські ігри | Олімпійські ігри | Олімпійські ігри | Олімпійські ігри | Олімпійські ігри | Олімпійські ігри |
| ---------------- | ------------------------ | ---------------- | ---------------- | ---------------- | ---------------- | ---------------- | ---------------- | ---------------- | ---------------- | ---------------- | ---------------- | ---------------- |
| 2016             | Ріо-де-Жанейро, Бразилія | понад 75 кг      | 125              | 125              | 130              | 2                | 175              | 175              | 177              | 1                | 307              | 1                |
| Чемпіонат світу  |                          |                  |                  |                  |                  |                  |                  |                  |                  |                  |                  |                  |
| 2015             | Х'юстон, США             | понад 75 кг      | 135              | 140              | 145              | 2                | 180              | 190              | 190              | 2                | 325              | 2                |
| 2014             | Алмати, Казахстан        | понад 75 кг      | 130              | 135              | 140              | 2                | 170              | 180              | 190              | 2                | 320              | 2                |
| 2010             | Анталья, Туреччина       | понад 75 кг      | 120              | 126              | 131              | 2                | 165              | 177              | 179              | 1                | 310              | 2                |
| 2009             | Коян, Південна Корея     | понад 75 кг      | 125              | 131              | 135              | 3                | 165              | 173              | 173              | 3                | 296              | 3                |